# Оберхаузен
Оберхаузен (њем. Oberhausen) град је у њемачкој савезној држави Северна Рајна-Вестфалија. Посједује регионалну шифру (AGS) 5119000, NUTS (DEA17) и LOCODE (DE OBE) код. Има 214.024 становника (2010). Кроз град протиче река Емшер.
Оберхаузен је настао средином 19. века као град рудника и челичана. Последња челичана је затворена 1997. Од тада, град покушава да се наметне као трговински и туристички центар.

## Географија
Град се налази на надморској висини од 42 метра. Површина општине износи 77,1 km².

## Становништво
У самом граду је, према процјени из 2010. године, живјело 214.024 становника. Просјечна густина становништва износи 2.776 становника/km².

## Историја
Оберхаузен је 1847. назван по железничкој станици која је добила своје име по замку Оберхаузену. Нова варош је формирана у 1862. током прилива људи за локалне рудника угља и челичане. Награђени за градска права у 1874, Оберхаузен апсорбује неколико суседних вароши као Алстаден, делова Стирума и Думптена 1910. Након што је постао град у 1901, Оберхаузен уграђује и градове Стеркраде и Остерфелд у своју надлежност 1929. Постројења синтетичког уља бомбардована су у Нафтној кампањи Другог светског рата, а америчке снаге су стигле до постројења 4. априла 1945.
Оберхаузен је углавном био фокусиран на рударску производњу и челик до 1960. Последњи рудник угља затворен је у 1992, а велики млин гвожђа и челика Тисен је затворен 1997(око 50.000 радних места). Алтенберг цинкара затворена је 1981, да би је преузео Музеј Индустрије Рајне 1984, а отворен је 1997.
Године 1954. град је постао домаћин Међународног фестивала кратког филма Оберхаусен, а 1982. Дојчер Филмпрес је групи која је написала манифест Оберхаусен доделио награду.